# Luca Mozzato
Luca Mozzato (* 15. Februar 1998 in Arzignano) ist ein italienischer Radrennfahrer.

## Sportlicher Werdegang
Als Junior machte Mozzato durch Siege und weitere Podiumsplatzierungen bei Rennen in seiner Heimat auf sich aufmerksam, bei den Straßenradsport-Weltmeisterschaften 2016 in Doha belegte er den vierten Platz im Straßenrennen. Mit dem Wechsel in die U23 wurde er Mitglied im Nachwuchsteam Dimension Data for Qhubeka. In seiner zweiten Saison erzielte er den ersten internationalen Erfolg, als er den Circuito del Porto gewann. 2017 gewann er die Trofeo Gianfranco Bianchin.
Zur Saison 2020 erhielt Mozzato einen Vertrag beim UCI ProTeam B&B Hotels. In den drei Jahren im Team gelangen ihm eine Reihe von Top-Platzierungen, unter anderem der dritte Platz bei Danilith Nokere Koerse 2021 und der zweite Platz bei Tro Bro Leon 2022, ein Sieg blieb ihm jedoch verwehrt. In der Saison 2022 nahm er mit der Tour de France auch erstmals an einer Grand Tour teil.
Nach Auflösung von B&B Hotels wechselte Mozzato 2023 zum Team Arkéa-Samsic und erzielte nach drei Jahren ohne Sieg mit Binche–Chimay–Binche und der zweiten Etappe der Tour du Limousin zwei Erfolge. Im Jahr 2024 gewann er die Bredene Koksijde Classic im Sprint, ehe er als Zweiter der Flandern-Rundfahrt erstmals auf dem Podium bei einem Monument des Radsports stand.

## Erfolge
2015
- Trofeo comune di Vertova Memorial Pietro Merelli

2016
- Gran Premio Sportivi Sovilla-La Piccola SanRemo

2019
- Circuito del Porto

2023
- eine Etappe Tour du Limousin
- Binche–Chimay–Binche

2024
- Bredene Koksijde Classic

## Wichtige Platzierungen
| Grand Tour            | 2020 | 2021 | 2022 | 2023 | 2024 |
| --------------------- | ---- | ---- | ---- | ---- | ---- |
| Giro d’ItaliaGiro     | –    | –    | –    | –    | –    |
| Tour de FranceTour    | –    | –    | –    | 132  | 137  |
| Vuelta a EspañaVuelta | –    | –    | –    | –    | –    |

| Monument                 | 2020 | 2021 | 2022 | 2023 | 2024 | 2025 |
| ------------------------ | ---- | ---- | ---- | ---- | ---- | ---- |
| Mailand–Sanremo          | –    | –    | –    | 132  | –    | –    |
| Flandern-Rundfahrt       | DNF  | –    | 25   | –    | 2    | 111  |
| Paris–Roubaix            | –    | 20   | 83   | 21   | 72   | DNF  |
| Lüttich–Bastogne–Lüttich | –    | –    | –    | –    | –    |      |
| Lombardei-Rundfahrt      | –    | –    | –    | –    | –    |      |